# Król szczurów (film)
Król szczurów (tytuł oryginalny King Rat) – film zrealizowany w roku 1965 na podstawie powieści Jamesa Clavella o tym samym tytule. Reżyserem filmu był Bryan Forbes, a tytułową rolę Króla zagrał George Segal. Fabuła filmu toczy się w japońskim obozie jenieckim podczas drugiej wojny światowej i ukazuje życie uwięzionych tam angielskich, australijskich i amerykańskich żołnierzy. Film był nominowany do Oscara w dwóch kategoriach: „Najlepsze zdjęcia” oraz „Najlepsza scenografia”.

## Obsada
- George Segal – kapral King (Król)
- Tom Courtenay – porucznik Robin Grey
- James Fox – Peter Marlowe
- Patrick O’Neal – sierżant Max
- Denholm Elliott – pułkownik G.D Larkin
- James Donald – doktor Kennedy
- Todd Armstrong – Tex
- John Mills – pułkownik George Smedley-Taylor
- Gerald Sim – podpułkownik Jones
- Leonard Rossiter – Major McCoy
- John Standing – kapitan Daven
- Alan Webb – pułkownik Brant
- John Ronane – Kurt
- Michael Lees – Stevens